# Lamar Hunt U.S. Open Cup de 2001
A Lamar Hunt U.S. Open Cup de 2001 foi a 88ª temporada da competição futebolística mais antiga dos Estados Unidos. Chicago Fire entra na competição defendendo o título.
O campeão da competição foi o Los Angeles Galaxy, conquistando seu primeiro título, e o vice campeão foi o Los Angeles Galaxy.

## Participantes
| Entram na Primeira Fase                                                                 | Entram na Primeira Fase                                                                             | Entram na Primeira Fase | Entram na Segunda Fase |
| USASA 4 Times                                                                           | PDL 4 Times                                                                                         | A-League/D3 Pro 10 Times/6 Times | MLS 12 Times |
| USASA - Chaldean Arsenal - Fresno Mexico SC - Olympia Stamford SC - Uruguay Soccer Club | PDL - Central Coast Roadrunners - Miami Strike Force - Mid-Michigan Bucks - Seattle Sounders Select | A-League - Charleston Battery - Connecticut Wolves - El Paso Patriots - Hershey Wildcats - Milwaukee Rampage - Nashville Metros - Pittsburgh Riverhounds - Rochester Raging Rhinos - San Diego Flash - Seattle Sounders D3 Pro - Carolina Dynamo - Chico Rooks - New Jersey Stallions - Reading Rage - Richmond Kickers - Utah Blitzz | - Chicago Fire - Colorado Rapids - Columbus Crew - Dallas Burn - D.C. United - Kansas City Wizards - Los Angeles Galaxy - Miami Fusion - New England Revolution - New York MetroStars - San Jose Earthquakes - Tampa Bay Mutiny |

## Premiação
| Lamar Hunt U.S. Open Cup de 2001       |
| -------------------------------------- |
| LOS ANGELES GALAXY Campeão (1º título) |